# 国王問題

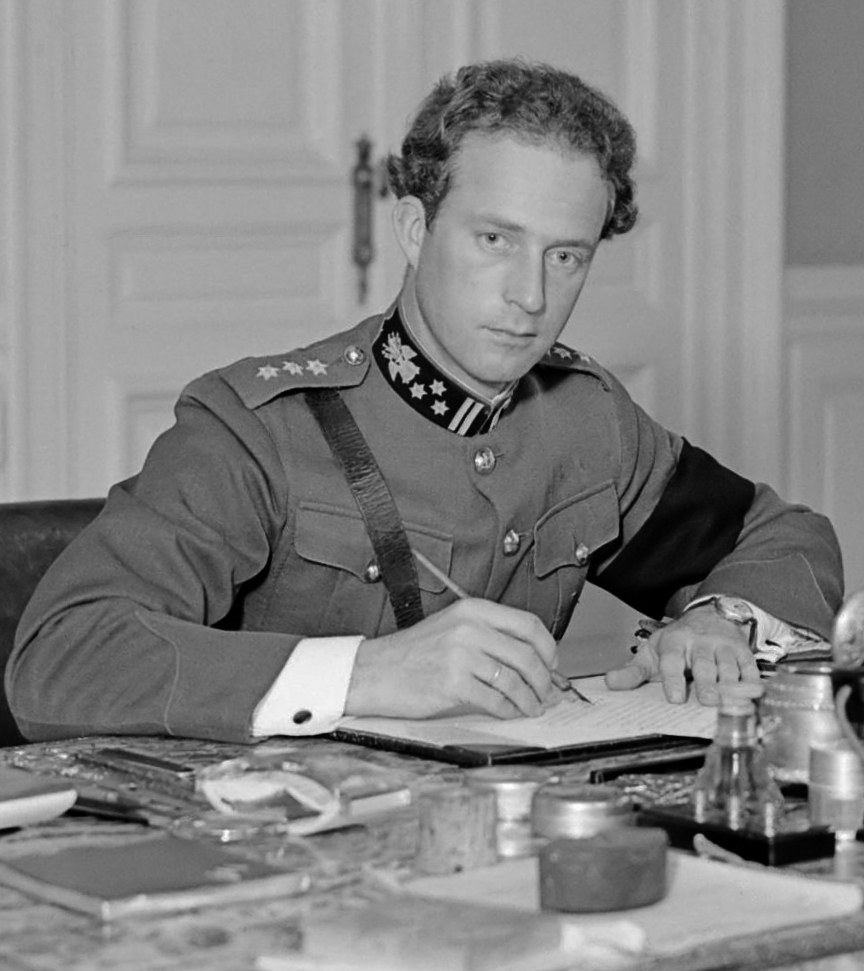
政争の渦中に置かれた国王レオポルド3世、1934年

国王問題（フランス語: question royale, オランダ語: Koningskwestie）は、1945年から1951年にかけて続き、1950年3月から8月の間、その頂点に達したベルギーの重大な政治危機。この問題は、第二次世界大戦下、国王レオポルド3世がとった行為が、ベルギー憲法の規定に違反していたという疑惑の中、国王が帰国して、彼の憲政上の役割を再開できるか否かが争点となった。1951年、それはレオポルドが退位して、息子のボードゥアンに王位を譲る事によって最終的に決着した。
この危機は、1940年のドイツによる侵攻の時、レオポルドと彼の政府を率いるユベール・ピエルロの判断が分かれた事が原因で生じた。権威主義への共感を疑われていたレオポルドは、戦争勃発後、ベルギー陸軍を指揮していた。彼は、憲政上、国家元首の市民的な役割より最高指揮官の任務を優先すべきとの考えから、彼の軍を離れ、フランスに亡命したベルギー政府に加わる事を拒否した。レオポルドが政府の方針に違背した事によって、憲政上の危機となり、1940年5月28日のドイツ軍への降伏交渉を行った事で、レオポルドは広範な批判を浴びた。その後のドイツの占領下、レオポルドは、自分の宮殿において軟禁状態に置かれ、ベルギーの一般市民と禁欲的に苦難を分かち合ったとして賞賛された。1944年、連合軍がベルギーを解放する直前、彼はナチスによってドイツに強制的に連行された。
ベルギーは解放されたものの、国王が虜囚の身であったため、国王の弟であるフランドル伯シャルル王子が摂政に立てられた。国王は憲法にもとづいて正式に「統治不能」である事が宣言された。国王が自身の職務に戻れるか否かをめぐって、国内が政治的に分断され、左派が政治的に優勢となった事で、レオポルドはスイスに立ち去った。1950年、新たに発足した中道右派政権によって、レオポルドの帰国の是非をめぐる国民投票が行われた。結果はレオポルド支持者の勝利となったが、国王帰国の賛成票が多くを占めたフランドルと反対票が多くを占めたブリュッセルとワロン地域との間で深い分断が生じていた。1950年7月にレオポルドが帰国すると、ワロン地域は大規模な抗議活動やゼネラル・ストライキで応じた。この混乱は、7月30日に警察によって4人の労働者が殺害された事で最高潮に達した。急激に悪化する状況から、1950年8月1日、レオポルドは彼の退位の意思を明らかにした。過渡期の後、1951年7月に彼は正式に退位し、ボードゥアンに王位を譲った。

## 背景

### 君主制と憲法

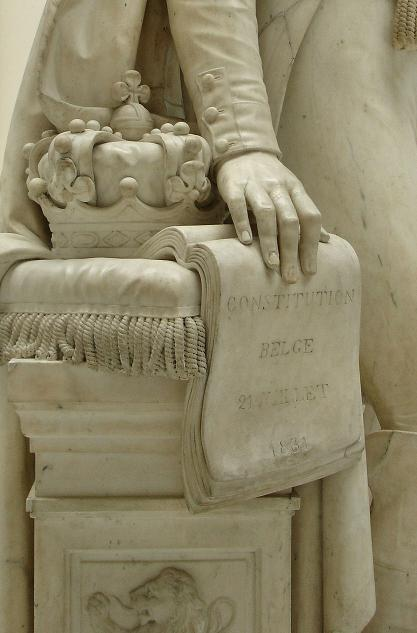
19世紀に造られたレオポルド1世像に配された憲法の上に象徴的に置かれたベルギーの王冠

1830年、ベルギーはネーデルラント連合王国から独立、両院制の議院内閣制による国民的立憲君主制が確立された。1831年、君主が負う責任や制限が明文化された、自由主義的憲法が制定された。国家元首としての国王は、政府の大臣の承認なしで動く事が認められていなかったが、最高指揮官として軍事案件の完全な裁量権を有していた。両方の役割が矛盾する状況になった場合、いずれの責任を優先すべきかの順位がはっきりせず、この不確実性が国王問題の中核となった。
初代国王となったレオポルド1世は、憲法の条文を受け入れる一方で、その曖昧さの間隙を突く事により、巧みに彼自身の権限の拡大を図った。この試みは、彼の後継者によっても継続されたものの、実際には少しの成功に終わった。

### 国王レオポルド3世
レオポルド3世は、1934年に父親のアルベール1世が登山中に事故死した事を受けて国王に即位した。「騎士王」（roi-chevalier もしくは koning-ridder）の名で知られたアルベールは、1914年から18年の第一次世界大戦の時、国土の大半がドイツによって占領されている状況下で、ベルギー軍の指揮を執り、ベルギー国内で絶大な人望を誇っていた。レオポルドが統治した時代は、世界恐慌に端を発する経済危機と極左と極右双方による政治的扇動によって彩られていた。この危機的状況の中、レオポルドは君主の権限の拡大を試みた。彼は権威主義的かつ右翼的な政治的見解を抱いていると広く疑われていた。1936年からナチス・ドイツが侵略によって領土を拡大する中、レオポルドは、ベルギーの政治的中立の維持を図る「独立政策」を強く支持した。

## ドイツの侵攻と占領、1940年-44年
1940年5月10日、ドイツ軍は、正式な宣戦布告を行わないまま、中立国であるベルギーに侵攻した。レオポルドは、軍を指揮するためにベルギー軍司令部が置かれたメヘレン近郊のブレーンドンク要塞に向かった。彼は、第一次世界大戦が勃発した際、アルベール1世が行った事で知られるような、ベルギー議会における事前の演説を行う事を拒んだ。イギリスやフランスの加勢を得ていたにもかかわらず、ドイツの新たな電撃戦戦術による進撃速度によって、ベルギー軍は西部に追いやられた。5月16日、ベルギー政府はブリュッセルを離れた。

### 国王と政府の決裂

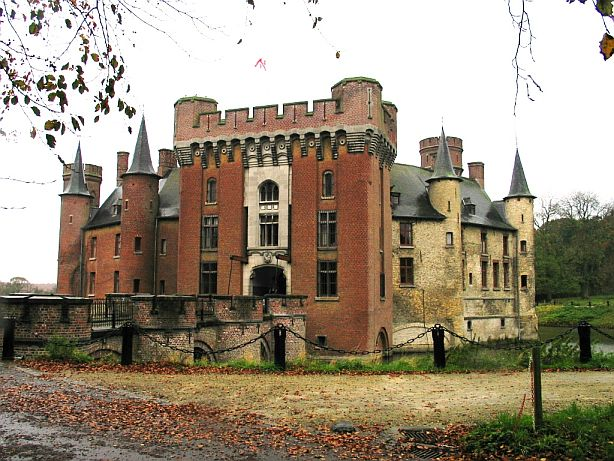
1940年5月25日、国王とベルギー政府が最後に会談したワイネンダレ城の現在の外観

戦争勃発後ほどなくして、国王と政府の見解の不一致が表面化しはじめた。政府は、ドイツ軍の侵攻によってベルギーの中立が侵された以上、ベルギーは連合国の一員になったと主張したのに対し、レオポルドは、ベルギーが依然として中立国であって、国境を防衛する以上の義務はないとの論を張った。レオポルドは、イギリス軍やフランス軍をベルギーの領内に引き入れ、ベルギー軍と共同で戦う事にも中立への違背になるとして反対した。
1940年5月25日、レオポルドはウェスト＝フランデレン州のワイネンダレ城で、彼の政府の代表者と最後の会談を行った。後世、この会談こそが国王問題の発端にして、国王と政府の決定的な断絶の瞬間として、しばしば引き合いに出される事になる。政府からは、ユベール・ピエルロ、ポール＝アンリ・スパーク、アンリ・ドニ、そしてアルテュール・ヴァンデルポーテンの4人の閣僚が出席した。会談が行われた時期のベルギー政府は、血生臭い戦闘になったリス川の戦いを背景に、フランスに亡命してドイツへの抵抗を継続する準備にあたっていた。彼らは、国王にオランダ女王ウィルヘルミナやルクセンブルク女大公シャルロットにならって、彼らの一員として参加するよう促した。自分の立場を決めていた国王は、彼らの求めを退け、ベルギーの国土やフランデレンの彼の軍隊から離れる事を拒んだ。閣僚たちは、既にレオポルドの側近がドイツとの交渉を開始しているのではないかという疑念にとらわれていた。会談は合意に至らず決裂し、ベルギー政府はフランスに去っていった。
1940年5月27日、レオポルドはドイツと停戦に向けた交渉を開始し、その翌日、ベルギー軍が正式に降伏した。レオポルドは捕虜として、ブリュッセル近郊のラーケン宮殿
に幽閉された。国王が政府を無視して、勝手に降伏交渉を行った事に激怒したピエルロは、ラジオ・パリで怒りの演説を行い、国王を非難した上で、連合国とともに抵抗を続ける考えを表明した。ポール・レノーをはじめとするフランスの政治家たちは、フランス侵攻の敗戦の原因はレオポルドの責任によるものであるとして、彼を「犯罪王」（roi-félon）と非難した。

### ドイツ占領下のレオポルド
1940年5月28日の降伏によって、ベルギーはドイツの占領下に置かれるようになり、アレクサンダー・フォン・ファルケンハウゼン将軍率いる軍政によって国家が統治される事になった。ベルギーの公務員は、円滑な国家機能を維持し、ドイツ当局の要求から国民を保護するため、彼らの地位にとどまるよう命じられた。
フランスの敗北によって、親独的なヴィシー政権が発足すると、ドイツの戦争の勝利が広範に信じられるようになった。レオポルドは、イデオロギーをベルギーの人々の利益に優先させたと見なされるようになっていた政府とは対照的に、「殉教者」もしくは国家復活の象徴として歓迎された。1940年5月31日、ベルギーにおけるカトリック教会の代表だったヨセフ＝エルネスト・ヴァン・ローイ枢機卿は、すべてのベルギー人が国王の下で団結する事を呼びかける司教教書を発した。他の国王の側近、特に権威的社会主義者であるアンリ・デ・マンは、民主主義は失敗に終わり、戦争終結後は国王がベルギーの権威主義的統治者になるであろうと信じた。

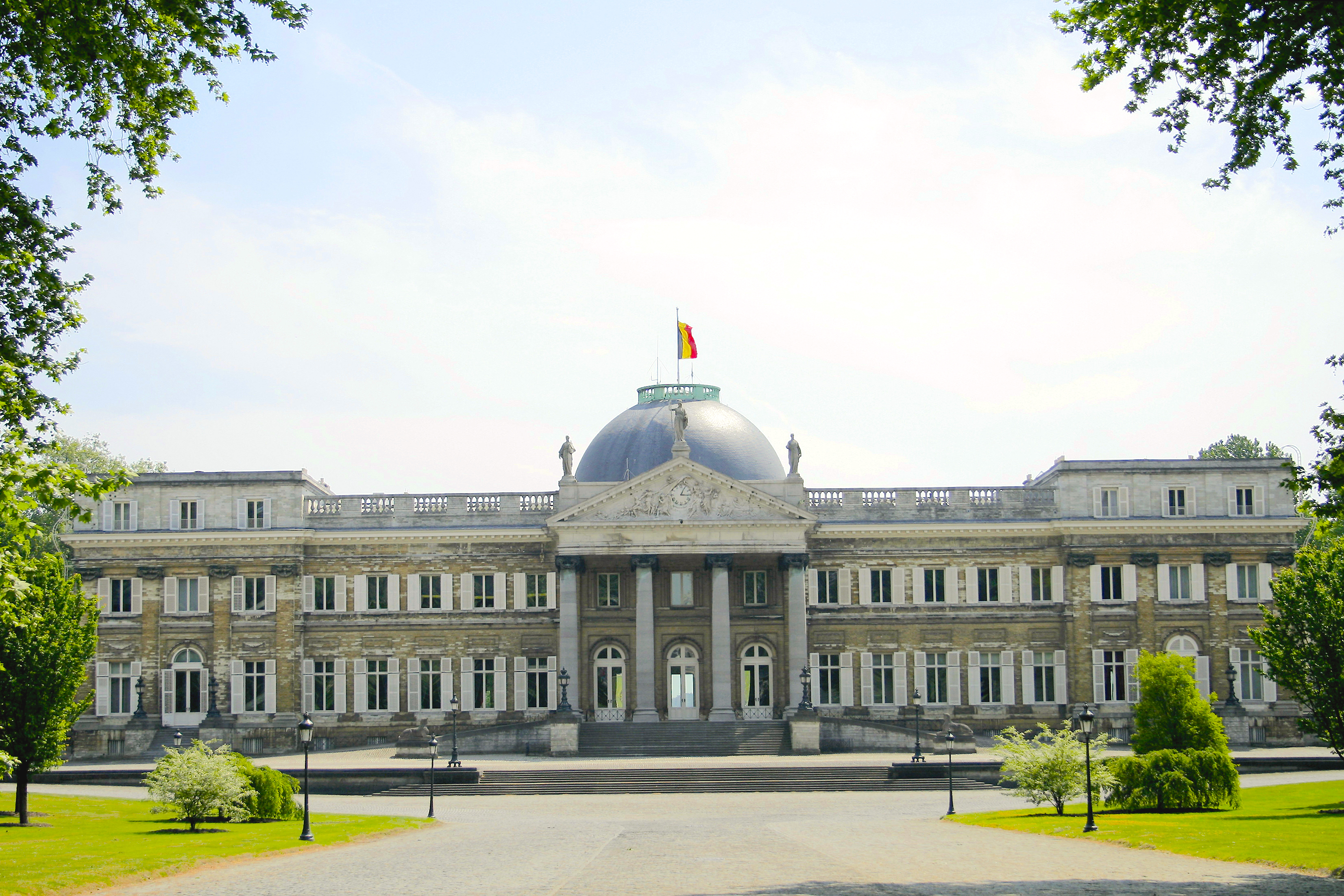
占領中、レオポルドが軟禁されていたラーケン宮殿の現状の外観

幽閉中の国王は、彼自身の政治的信念に従い続けた。彼はドイツが戦争に勝利した後、ヨーロッパに「新秩序」が打ち立てられた時、彼が占領下のヨーロッパにおけるベルギーの高位者として、ドイツ当局と交渉可能であると信じた。レオポルドは、アドルフ・ヒトラーに連絡を入れ、彼と会談するよう求めた。ヒトラーの側は、国王に無関心かつ不信感を抱いており、1940年11月19日にベルヒテスガーデンでの会談だけは実現したものの、実質的な成果を得られなかった。
1941年12月、レオポルドとリリアン・バエルが再婚した事が発表されると、ベルギーにおける民衆のレオポルドに対する支持は急激に低下した。この結婚は、ベルギー世論からの大変な不評に見舞われた。ベルギー軍捕虜と苦難を分かち合う「捕虜王」（roi prisonnier）の印象は傷付き、特に、当時収容されていたベルギー軍捕虜の多くの出身地だったワロン地域で彼の評判は下落した。また、彼がドイツの占領統治に対し反対意見を発しないと見なした世論は、国王に対する反感を深めた。
1942年以降、独ソ戦でドイツ軍がソ連軍に敗北を重ねる中、国王は戦争終結後に向けた動きをはじめた。彼は、占領下の彼の行為を正当化し、ベルギー軍捕虜や国外連行された労働者たちのために介入を図った事について詳しく述べた「政治的遺言」(Testament Politique)の名で知られる文書を作る事を命じた。しかし、レオポルドは、1940年10月からロンドンに拠点を置いていたベルギー亡命政府の非難を続けた。1944年6月7日、ノルマンディー上陸作戦の後、彼はドイツに強制連行された。1945年5月7日、彼は、アメリカ軍によって最終的に解放された。

## 摂政と危機のはじまり、1944年–49年

### レオポルドが「統治不能」である事が宣言、1944年

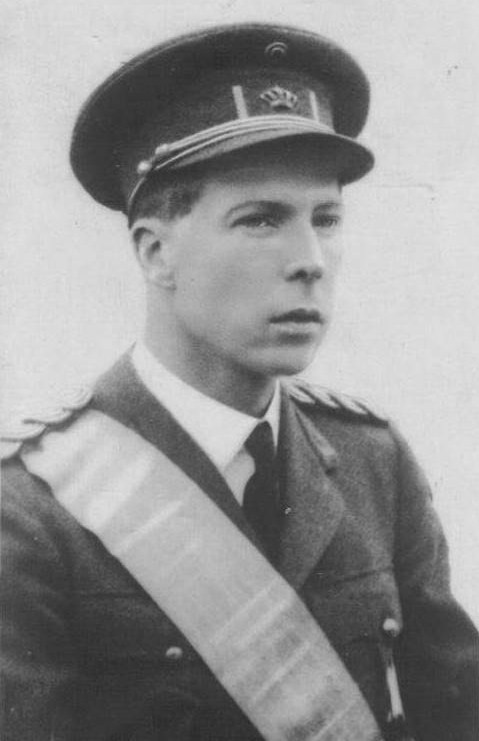
1944年に摂政になったフランドル伯シャルル王子

1944年9月1日、ノルマンディーに上陸後、東進していた連合軍がベルギーの国境を越えた。ドイツ軍は大きな抵抗を見せず、9月4日に連合軍がブリュッセルを掌握したが、ベルギーの国土すべての占領地が解放されるのは、1945年2月まで待たなければならない。亡命政府は、1944年9月8日にブリュッセルに帰還したが、世論から大きな関心を抱かれなかった。国王は既にベルギー国内にいなかったものの、彼の政治的遺言が、要望通り亡命政府に渡され、即座に公開された。それと同時に政治的遺言の写しは、イギリス国王ジョージ6世にも送られ、アンソニー・イーデン外相の眼にも触れた。この文書によって、戦争がはじまった時から隠蔽されてきた政府内の分断が再燃する結果になった。
国王がドイツに幽閉されていて不在である状況下では、摂政を置くことに対する反対意見はあがらなかった。1944年9月20日、ベルギー議会の両院総会が招集され、憲法第82条にもとづき、国王が「統治不能」(dans l'impossibilité de régner)である事が宣言された。レオポルドと疎遠になっていた弟であるフランドル伯シャルル王子が摂政に選出され、翌日に宣誓を行った。政府の国王問題に対するさらなる対処は、より切迫している政治経済問題の脇に置いやられた。ベルギーの政府機能が回復するまで、一部の国土を連合軍が統治していた事により、レオポルドの復帰に対するイギリスの反感も問題を複雑化させた。

### 政治的再建と国王問題の再燃
解放後、ベルギーは急激な経済復興の時代に入り、政治的再建の過程がはじまった。伝統的な政党政治は、戦争と占領によって粉々にされていた。2つの主要な政治ブロックは、新たな政党の結成へと進んだ。社会主義陣営はベルギー社会党(PSB–BSP)を結成し、カトリックや保守陣営はキリスト教社会党(PSC–CVP)を結成した。解放後間もない時期のベルギーにもたらされた最大の政治的変化は、ベルギー共産党に対する支持の急激な増加で、1949年まで自由党に取って代わる形で、ベルギー議会の第3党になった。また、戦後ワロン運動も復興され、ベルギー南部のフランス語圏の文化・経済的利益の促進に努めた。1945年4月には、ベルギー全国で248,000人の組合員を抱える、大規模な統一労組であるベルギー労働者総連盟(Fédération générale du Travail de Belgique もしくは Algemeen Belgisch Vakverbond, FGTB–ABVV)が結成され、労働組合の大改革が行われた。それでも、ベルギーの政治は1947年には安定期を迎えていた。

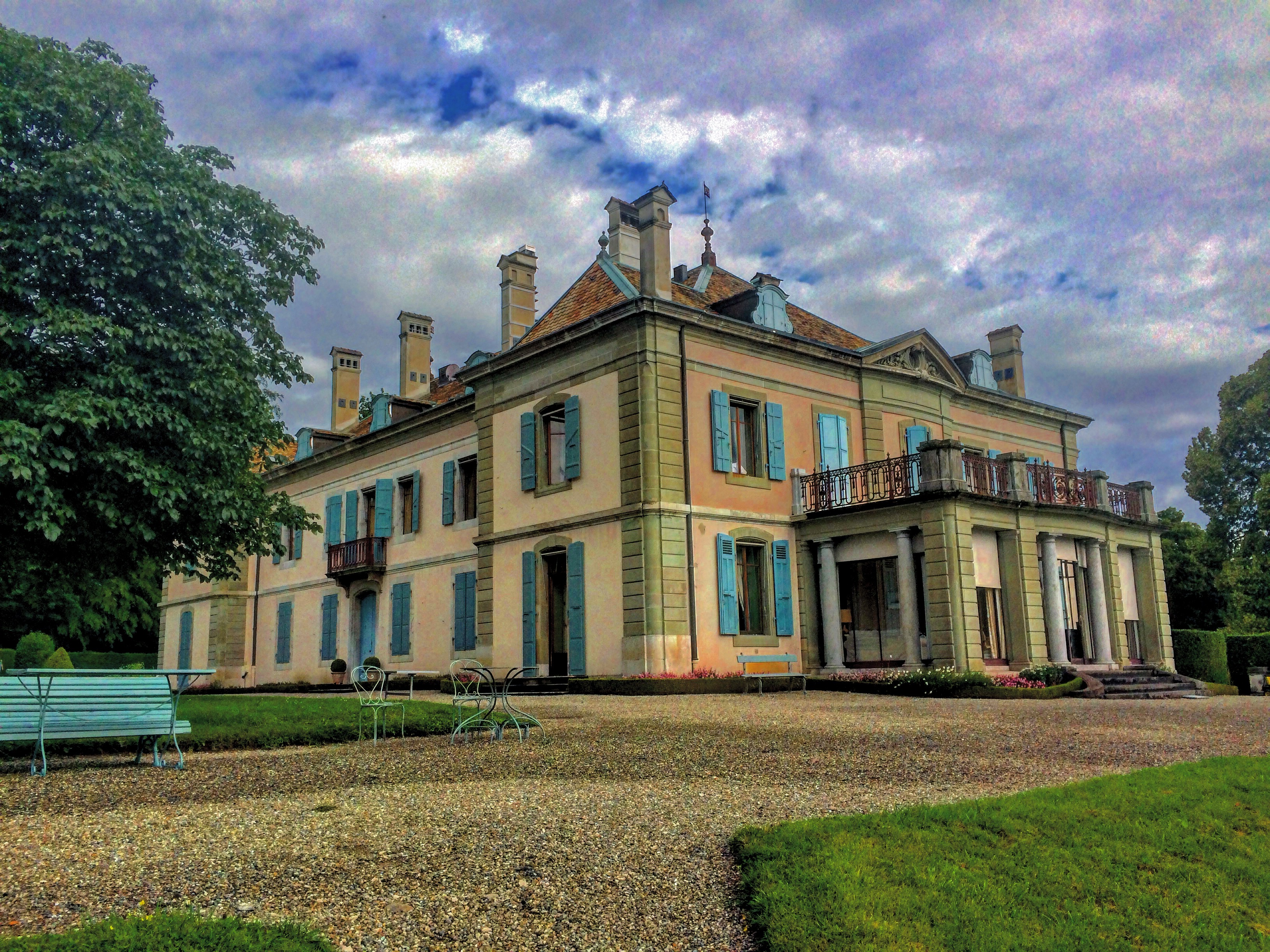
1945年から1950年までレオポルドが滞在していたスイス・プレニーのヴィラ・ル・レスポワール

摂政による統治が始まった頃、1945年4月、5月に共産主義者、社会主義者の一部、労働組合員から国王の退位を求める声が上がっていたにもかかわらず、ピエルロとそれに続いて政権を担ったアシル・ヴァン・アッケルは、レオポルドの帰国問題に正面から取り組む事を避けたがっていた。国王が解放されて間もなく、ヴァン・アッケル率いる政府代表団は、オーストリアのシュトローブルに赴き、レオポルドとの交渉にあたった。1945年5月9日から11日まで続いた一連の会談で、ヴァン・アッケルは、国王が連合国の大義および議会制民主主義への支持を公に表明する事を求めたが、合意に至らなかった。そのうちにレオポルドは、心臓の動悸が理由でさらなる交渉や公務への復帰が不可能であるとして、スイス・ジュネーヴ近郊のプレニーに屋敷を構えた。
ベルギーでは、戦後になっても国王問題をめぐる政治的な議論が続き、フランス語圏の大衆紙「ル・ソワール」は極論じみた論調を張った。1949年に行われた総選挙では、PSC-CVPが、親レオポルドの王党派である事を旗印に選挙戦を戦った。その結果、政党勢力図は刷新され、共産党は大きく議席を減らし、PSB-BSPは、カトリック党と自由党の双方から議席を奪われた。カトリック党は、元老院において過半数を占め、代議院でも多数の議席を獲得して、戦後最高の選挙結果となった。カトリック党と自由党の連立政権が発足し、ガストン・エイスケンスが首相に就任した。連立を組んだ両党とレオポルド自身は、国王の復位の是非を問う国民投票を支持し、大きな政治的関心事となった。

## 危機の頂点、1950年

### 1950年3月の国民投票
エイスケンス政権は、「民衆への諮問」 (consultation populaire もしくは volksraadpleging)として知られる1950年3月12日に予定されていた国民投票を行う事に同意した。それは、ベルギー史上初の国民投票であり、諮問的な性質になる事が意図されていた。両陣営によって精力的な政治的キャンペーンが行われ、事案の論争的な性格にもかかわらず、ほとんど混乱もなく投開票が行われた。
国民投票の結果、ベルギー全土では、レオポルドの復位の賛成派が、58パーセントの多数を占めて勝利し、9つの州のうち7州で半数を超えた。しかし、地域によって開票結果は大きく異なった。フランドルでは、レオポルドの復位への賛成票が72パーセントを占めた。しかし、首都ブリュッセルでは、レオポルドへの支持票が48パーセントで過半数に届かなかった。ワロンでは、国王の復位に対する支持票を入れたのは、全投票者の42パーセントだった。以下は州別の最終結果をパーセンテージで示したものである。
*ヴェルヴィエでは、国王復帰を支持する票が多数を占めた。**ナミュール行政区では、復帰への反対票が多数を占めた。
この結果は、国民投票がどちらの方針に向かう決定打にもなりえず、異なる地域や言語の境界線に沿って国家が分裂する可能性を危惧していたスパークをはじめとする一部の人々の懸念を裏付けるものだった。3月13日、エイスケンスはプレニーに赴き、レオポルドに退位するよう促した。パウル・ファン・ゼーラントとスパークは、レオポルドが息子に王位を譲って退位する新合意の仲介にあたった。1950年4月15日、レオポルドは彼の権能を一時的に委嘱する考えがある事を示した。PSC-CVPの多数派は、国民投票の結果にもかかわらず、彼らの党が単独過半数に至らない状況では、連立相手の自由党と野党の社会党が国王の復帰を受け入れない限り、国王の下での国民的和解に至る道筋が阻害されると認識した。

### レオポルドのベルギー帰国
1950年4月29日、摂政のシャルルは、議会を解散して次の選挙結果を待つ事を選んだ。おそらく彼の意図は、PSC-CVP政権が強固なレオポルド支持者であるファン・ゼーラントの手に移り、さらなる議論抜きで国王が帰国する事を阻止する目的だった。PSC-CVPは、その後の選挙において、元老院・代議院の両院で絶対多数の議席を確保し、ジャン・デュヴュザーを首班とする新たな単独政権が発足した。
デュヴュザー政権がはじめに手掛けた政策のひとつは、国王の「統治不能」宣言を終了させる法案を提出する事だった。1950年7月22日、レオポルドは、1944年6月以来はじめてベルギーに帰国して、彼の公務を再開した。

### ゼネラル・ストライキと退位

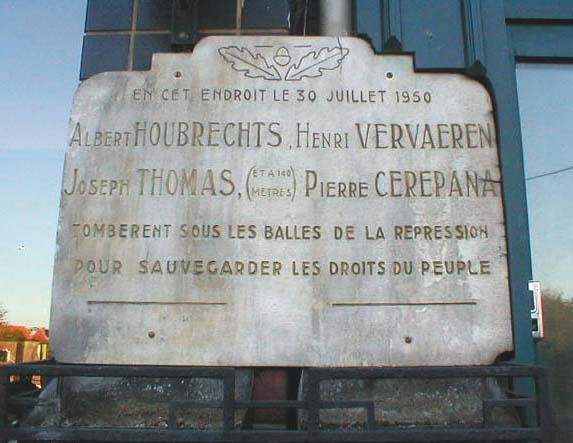
リエージュ近郊グラース＝オローニュにある1950年7月30日にベルギー警察によって殺害された4人の労働者を記念する銘板

1949年、FGTB-ABVVは、1,000万ベルギー・フランの特別な予算を計上した上で、国王帰国の際に行われるであろうストライキ活動の支援を目的とした共同行動委員会（Comité d'action commune）を立ち上げていた。委員会は、1950年夏に起こった抵抗運動を主導した。1950年7月の国王帰国直後、ワロン地域の労働組合指導者のアンドレ・ルナールは、「ラ・ワロニー」(La Wallonie)紙において「暴動」や「革命」を唱えた。ワロン民族主義者たちが、ワロンの分離独立と共和国の建国を提唱した事から、現代の歴史家は、「革命の空気が漂っていた」と受け止めている。
エノー州の炭鉱が、1950年のゼネラル・ストライキの口火を切り、瞬く間に拡大した。労働者たちはワロン、ブリュッセル全域、より小さな範囲ではあるが、フランダースでもストライキに突入した。特に大きな影響を受けた施設のひとつが、アントワープ港で、ベルギー国内は実質上麻痺同然の状況になった。7月30日、リエージュ近郊のグラース＝オローニュで、4人の労働者が国家憲兵隊の銃撃により死亡し、暴力は激しさを増した。政府内部のレオポルド主義に忠誠である者たちは、更なる強硬策をとる事を求めたものの、PSC–CVP党内においてさえ少数派であった。状況が進展しない事に焦りを抱いた政府は、総辞職をほのめかして脅しをかけた。
状況の悪化に伴い、ドイツ占領下で強制収容されていた政治犯を代表する組織である、政治犯そして彼らの扶養家族の全国連合（Confédération nationale des prisonniers politiques et des ayants droit,  Nationale Confederatie van Politieke Gevangenen en Rechthebbenden, もしくは CNPPA–NCPGR）が、彼らが受けていた人望を背景として両者の仲介役を買って出た。7月31日、CNPPA–NCPGRは、国王と政府の双方に対し、交渉の再開を説得する事に成功した。8月1日の午後、レオポルドはさらなる流血の事態を避けるため、退位して彼の長男のボードゥアンに譲る意向を公にした。1950年8月11日、19歳のボードゥアンは、「プリンス・ロイヤル」の称号が与えられ、摂政になった。

## ボードゥアンへの継承、1951年

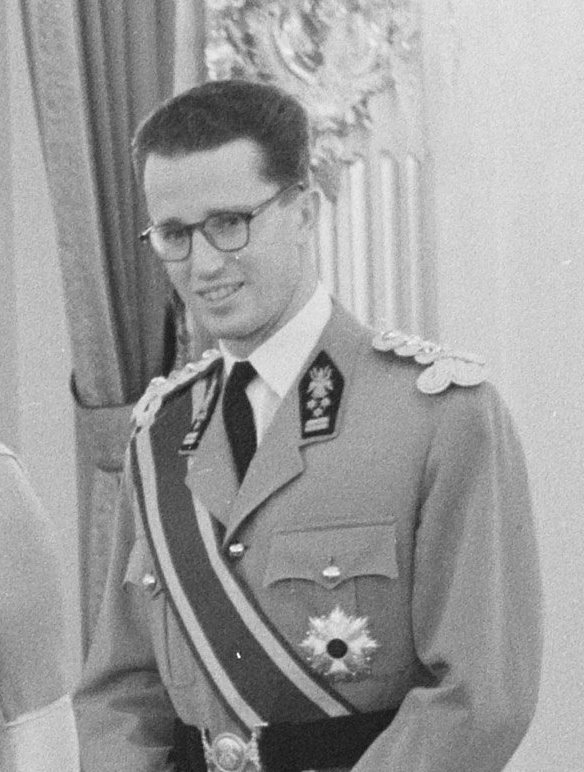
1951年にレオポルドの跡を継いだボードゥアン国王、1960年

1950年8月1日に行われたレオポルドの退位宣言は、1年間をかけて彼の長男に移行する事が前提だった。ボードゥアンは、ほとんどの陣営から容認可能な唯一の後継者と見られていた。8月11日に制定された法律によって、正式な退位に先んじて施政権がボードゥアンに移された。1951年7月16日、レオポルドは正式に退位し、翌日、彼の跡を彼の息子が継承した。

### ジュリアン・ラオの暗殺
1950年8月11日、ボードゥアンが議会で憲法に対する忠誠を宣誓している最中に、何者かが議場の共産党の議員席から「共和国万歳!」(vive la république!)と叫んだ。この割り込みは憤慨を呼んだ。レオポルドの復帰に反対していた主要人物のひとりで共産党の指導者だったジュリアン・ラオが犯人ではないかと広く疑惑の目が向けられた。1週間後の8月18日、ラオはリエージュ近郊スランの自宅の外で何者かによって射殺された。この殺害はベルギー国民に衝撃を与え、推定で20万人の人々がラオの葬儀に参列した。誰も殺人で起訴される事はなかったが、治安部隊のノウハウを持って極秘に活動していたルトロワ連盟（Ligue Eltrois）やベルギー反共主義ブロック（Bloc anticommuniste belge）のようなレオポルド主義民兵組織の関与が広く囁かれた。

## その後
国王問題が決着を見せると、国家の優先順位はその他の政治案件に移っていった。1950年9月17日、ジョセフ・フォリアン政権は、朝鮮戦争の戦闘にベルギー軍の志願兵部隊を送る事を表明した。欧州防衛共同体に関する交渉が継続する一方で、1950年代半ばには、ベルギーは、第二次学校戦争の名で知られる、教育の世俗化をめぐる新たな政治危機が起こった。1960年8月、ボードゥアンは、わが政府に信頼が寄せられないとしてガストン・エイスケンス首相に辞任するよう求めたが、エイスケンスはこれを拒み、憲法第65条の規定にもとづいて罷免すべきと応じた。そのような権限の行使が国王問題の再燃につながる事を恐れたボードゥアンは結局屈服した。
近代史学者たちは、国王問題が第二次世界大戦からの復興期のベルギーにおける重大な節目だったと評している。レオポルド主義者と反レオポルド主義者との間の対立が、戦前からの社会主義政党やカトリック政党の再建に結びついた。また、国王問題は、ベルギーの言語対立における重大な節目でもあった。また、国王問題によって露呈した地域間対立を悪化させる可能性がある連邦制導入に関する議論にも終止符が打たれた。さらには、PSC-CVPが、フラマン地方の住人による国王復帰の要求を通せなかったと見られた事で、1954年以降のフラマン運動支持者のフォルクスニーへの支持が増加する伏線となった。ワロン地域においては、ゼネラル・ストライキ中に労組や社会主義者の動員に成功した政治的遺産によって、左翼党派の復権の道を開き、最終的に1960年から61年のゼネラル・ストライキに至った。
ラオの暗殺が解決を見ることはなく、1991年に社会党の政治家だったアンドレ・コールズが死亡するまで、ベルギーの歴史上、ただひとつの政治的殺人として議論が続いた。レオポルド主義者が疑いをかけられたが、犯人が起訴される事はなかった。歴史家のルディ・ヴァン・ドアスラーとエティエンヌ・ベルホイエンが調査を行い、被疑者とされる人物の名をあげた。2015年、ベルギー政府公認の最終報告書が提出された。